# Ralf Stegner
Ralf Alexander Stegner (ur. 2 października 1959 w Bad Dürkheim) – niemiecki polityk, działacz Socjaldemokratycznej Partii Niemiec (SPD), w latach 2014–2019 jej wiceprzewodniczący, minister w rządzie landowym Szlezwiku-Holsztyna, deputowany do Bundestagu.

## Życiorys
W 1987 ukończył studia z zakresu nauk politycznych, historii i germanistyki na Uniwersytecie we Fryburgu. W 1989 uzyskał w Kennedy School of Government na Uniwersytecie Harvarda w Cambridge tytuł Master of Public Administration (MPA). Trzy lata później obronił pracę doktorską na Uniwersytecie w Hamburgu.
W latach 1990–1994 pracował jako rzecznik prasowy w Ministerstwie Pracy i Spraw Socjalnych, Młodzieży i Zdrowia Szlezwik-Holsztyn. W latach 1994–1996 byłem szefem departamentu kadr, a w latach 1996–1998 sekretarzem stanu tegoż ministerstwa. W 1998 przeniósł się do landowego Ministerstwa Edukacji, Nauki, Badań Naukowych i Kultury, gdzie do 2003 również był sekretarzem stanu. W latach 2003–2005 pełnił funkcję ministra finansów, a w latach 2005–2007 ministrem spraw wewnętrznych Szlezwiku-Holsztyna. W 2005 został po raz pierwszy wybrany do landtagu Szlezwik-Holsztyn, w którym zasiadał do 2021, gdzie w latach 2008–2021 był przewodniczącym grupy parlamentarnej SPD. W wyborach parlamentarnych w 2021 i 2025 uzyskał mandat deputowanego do Bundestagu.
W 1982 roku wstąpił do Socjaldemokratycznej Partii Niemiec. W latach 1998–2002 był wiceprzewodniczącym okręgowych struktur SPD w Rendsburg-Eckernförde. W 2007 został wybrany na przewodniczącego SPD w Szlezwiku-Holsztynie. Funkcję tę pełnił do 2019 roku. Ponadto w latach 2007–2019 był członkiem prezydium komitetu wykonawczego SPD, a w latach 2014–2019 zastępcą przewodniczącego federalnego SPD.

## Kontrowersje
W kontekście wojny w Ukrainie krytykował niemieckie dostawy ciężkiej broni na Ukrainę, motywując to kwestiami humanitarnymi.
Tygodnik Die Zeit ujawnił, że w kwietniu 2025 wraz z innymi byłymi politykami SPD, a obecnie lobbystami na rzecz rosyjskiego przemysłu, takimi jak Matthias Platzeck oraz Ronald Pofalla, brał udział w tajnym spotkaniu z rosyjskimi politykami w tym z Wiktorem Zubkowem, którzy znajdują się na listach sankcyjnych Unii Europejskiej w związku z rosyjską agresją przeciwko Ukrainie.
W czerwcu 2025 był jednym z sygnatariuszy manifestu wzywającego do wznowienia dialogu i relacji z Rosją oraz krytykującego wzrost wydatków na obronność.